# Мецгер, Эдуард

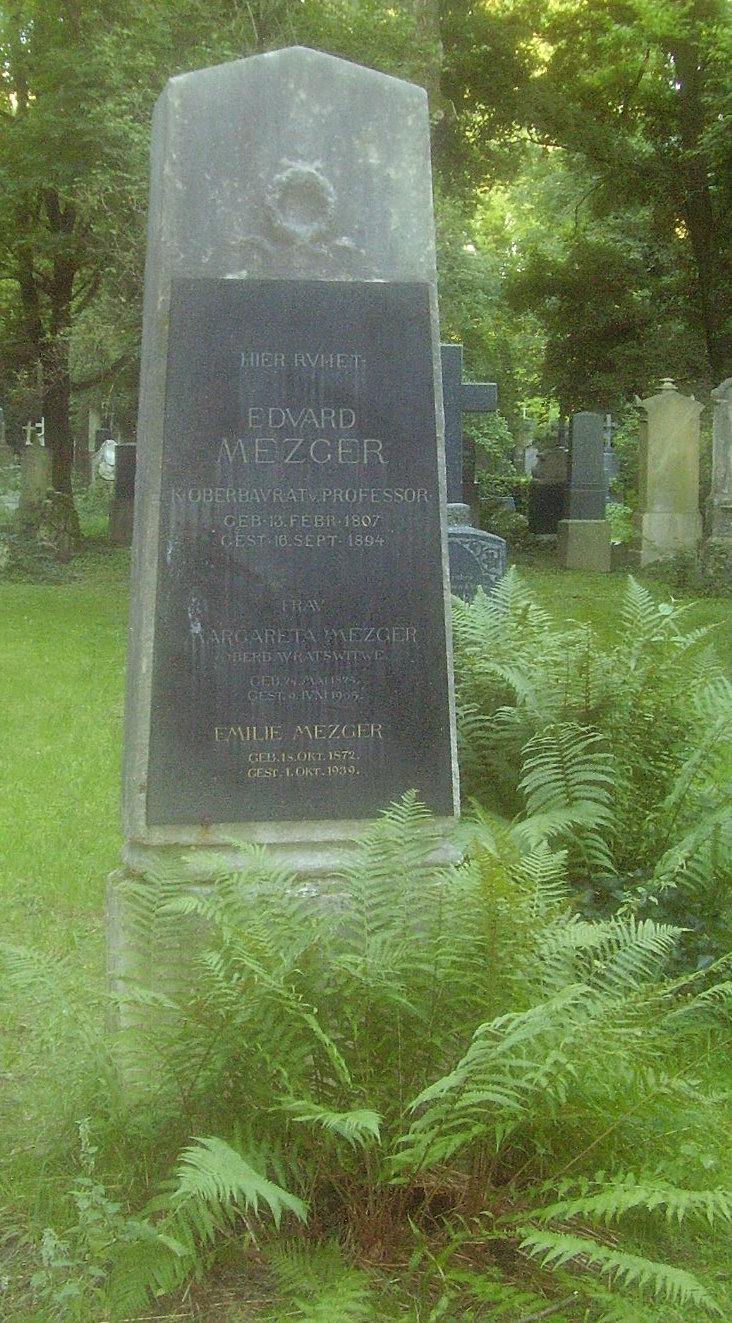
Могильная плита архитектора

Фридрих Эдуард Мецгер (13 февраля 1807, Паппенхайм — 16 сентября 1894, Мюнхен) — германский баварский архитектор, художник, писатель, педагог, главный архитектор Баварии.
Родился в семье баварского главного архитектора Каспара Мецгера. В 1825—1828 годах учился в Мюнхенской академии художеств, где среди его учителей были Лео фон Кленце и Фридрих фон Гертнер; по рекомендации последнего Мецгер после завершения обучения был приглашён руководить крупными строительными проектами в Афинах. Вернувшись в 1833 году из Греции на родину, сразу же получил место профессора гражданского строительства в Мюнхенском техническом университете, в а 1846 году занял пост главного архитектора Баварии.
Был автором проектов и руководителем работ по возведению множества общественных и частных зданий в Баварии, в том числе дома художника Фридриха Дюрка. После смерти Гертнера в 1847 году завершил к 1850—1852 годам начатое своим учителем строительство триумфальной арки в Мюнхене. Похоронен на Старом южном кладбище.